# رفقة الخاتم
رفقة الخاتم (بالإنجليزية: The Fellowship of the Ring) هو المجلد الأول من أصل ثلاثة مجلدات من الرواية الملحمية سيد الخواتم التي كتبها الكاتب الإنجليزي جون رونالد رويل تولكين. تبعها مجلدان هما البرجين وعودة الملك. تجري أحداثها في عالم خيالي يسمى بالأرض الوسطى. نُشِرت لأول مرة في 29 تموز من عام 1954 في المملكة المتحدة.
يتألف المجلد من مقدمة -يناقش فيها الكاتب تأليفه لملك الخواتم- وتمهيد بعنوان «فيما يتعلق بالهوبيت والأمور الأخرى» والقصة الأساسية الموجودة في الكتابين الأول والثاني.

## العنوان والنشر
تخيّل تولكين ملكَ الخواتم عملًا مكونًا من مجلد واحد مُقسَّم إلى ستة أقسام أطلق عليه اسم كُتُب يرافقها ملحقات موسَّعة. قرر الناشر الأصلي تقسيم العمل إلى ثلاثة أجزاء. كان قرار الناشر أيضًا أن يضع الكتابين الخامس والسادس والملحقات في مجلد يحمل عنوان عودة الملك يدور حول تولّي أراغورن عرش غاندور. أشار تولكين إلى أنه يفضل حرب الخاتم عنوانًا كونه يفصح عن جزء أقل من القصة.
قبل اتخاذ القرار بنشر ملك الخواتم بصورة ثلاثة مجلدات، أمِل تولكين بنشر الرواية بصورة مجلد واحد، وربما مدموجة أيضًا مع ذا سيلماريليون. على كل حال، لقد اقترح عناوين للأقسام الستة. كان مقررًا على الكتابين اللذين شكّلا المجلد المسمى برفقة الخاتم أن يطلق عليهما الرحلة الأولى أو بدء رحلة الخاتم. كان اسم الكتاب الثاني رحلة الرفاق التسعة أو ذهاب الخاتم إلى الجنوب. استخدِم عنوانا بدء رحلة الخاتم وذهاب الخاتم إلى الجنوب في نسخة الألفية.
يشير عنوان رفقة الخاتم إلى مجموعة أبطال الرواية الأساسيين.

## ملخص الحبكة
كانت الغاية من التمهيد مساعدة الناس الذين لم يقرأوا رواية الهوبيت على فهم أحداث هذا الكتاب. يحوي أيضًا خلفية أخرى من المعلومات تمهد لبدء الرواية.

### الكتاب الأول: بدء رحلة الخاتم
يبدأ الفصل الأول من الكتاب بنبرة أدبية خفيفة تشبه أسلوب رواية الهوبيت. يحتفل بيلبو باغينز بعيد مولده المئة والحادي عشر في 22 أيلول، وهو نفس اليوم الذي يحتفل فيه ابن عمه الأصغر والوريث المُتبنَّى فرودو باغينز ببلوغه 33 سنة. في حفلة عيد الميلاد، يغادر بيبلو مقاطعة (ذا شاير) –الأرض التي يسكن فيها الهوبيت- من أجل ما أطلق عليه عطلة دائمة. يفعل بيبلو ذلك باستخدامه الخاتم السحري (الذي وجده خلال رحلة في رواية الهوبيت) ليختفي، ويساعده الساحر غاندالف بوميض ونفث دخان، ما دعا الكثيرين في المقاطعة للاعتقاد بأنه قد جُن. يترك أشياءه الباقية لفرودو بما فيها بيته وباغ إيند والخاتم. من الجلي أن بيبلو قد أُرهِق في السنوات العديدة الماضية، وقد كان في البداية غير مستعد للتخلي عن الخاتم؛ ما أقلق غاندالف. في النهاية، يتخلى عن الخاتم ويبدو أنه قد ارتاح من عبء ثقيل. يغادر غاندالف من أجل عمله ويحذّر فرودو كي يبقي أمر الخاتم سرًا.

## وصلات خارجية
- رفقة الخاتم على موقع الموسوعة البريطانية (الإنجليزية)

- ملخص مفصل وتحليل أدبي
- Detailed summary and analysis of characters, themes, and symbols of The Fellowship of the Ring